# UFC BJJ
UFC Brazilian Jiu-Jitsu (UFC BJJ) es una promoción de submission grappling, propiedad de la promoción estadounidense de artes marciales mixtas Ultimate Fighting Championship (UFC), una subsidiaria de TKO Group Holdings (TKO).
UFC BJJJ se dio a conocer con el lanzamiento de UFC BJJ: Road to the Title, una serie híbrida de ocho episodios de jiu-jitsu brasileño y reality show, que se emitió gratuitamente en el canal de YouTube de UFC. Presentó dos equipos de los mejores competidores de peso ligero y wélter, entrenados por Mikey Musumeci y Rerisson Gabriel. Los atletas compitieron en un torneo para determinar a los finalistas de cada división, quienes se enfrentarán a los entrenadores en UFC BJJ 1 para coronar a los campeones inaugurales.

## Normas
Cada combate se disputará a tres asaltos, cada uno con una duración de cinco minutos. El árbitro es la única autoridad del combate, con plena discreción para hacer cumplir las reglas. Esto incluye emitir amonestaciones, advertencias, puntos negativos, reinicios de posición, descalificaciones e iniciar o detener la acción según sea necesario.
Si no se produce ninguna sumisión al concluir la tercera ronda, el resultado será determinado por los jueces utilizando el sistema de 10 puntos. Los criterios de evaluación se priorizan en el siguiente orden, del valor más alto al más bajo:
1. 1: Iniciación de técnicas de finalización de combate
2. 2: Iniciación de la acción
3. 3: Duración del control